# Demasiado amor
Demasiado amor – singel Pastory Soler, wydany 2 września 2011, pochodzący z albumu Una mujer como yo. Muzykę do utworu skomponował Cesar Garcia Rosado, a tekst napisali Cesar Garcia Rosado i Pablo Pinilla.
13 września 2011 został opublikowany oficjalny teledysk do piosenki, który był realizowany w Madrycie, a wyreżyserował go Daniel Etura.
Singel dotarł do 23. miejsca na oficjalnej hiszpańskiej liście sprzedaży.

## Lista utworów
- Digital download[6]

1. „Demasiado amor” – 3:54

## Pozycja na liście sprzedaży
| Kraj      | Notowanie (2011) | Najwyższa pozycja |
| --------- | ---------------- | ----------------- |
| Hiszpania | PROMUSICAE       | 23                |